# Schalchen, Oberösterreich
Schalchen är en ort och kommun  i Österrike. Den ligger i distriktet Braunau am Inn i förbundslandet Oberösterreich, 240 kilometer väster om huvudstaden Wien. 
Kommunen består av 25 orter (Ortschaften) (inom parentes invånarantal 1 januari 2024):

- Au (59)
- Auffang (273)
- Baumgarten (13)
- Erb (251)
- Furth (128)
- Hitzleiten (32)
- Häuslberg (55)
- Langwiedmoos (51)
- Mitterholzleiten (100)
- Neudorf (104)
- Oberharlochen (50)
- Oberholzleiten (68)
- Oberlindach (154)
- Oberweinberg (63)
- Schalchen (1 830)
- Stallhofen (185)
- Unterharlochen (62)
- Unterholzleiten (18)
- Unterlindach (33)
- Unterlochen (114)
- Unterweinberg (176)
- Weinberg (172)
- Wiesing (50)
- Zeiledt (14)
- Äpfelberg (99)